# Clinique de Lanroze
La clinique de Lanroze était un établissement de soins privé situé à Brest, en Bretagne, en activité de 1996 à 2008.

## Histoire

### Achat par la clinique Pasteur-Saint-Esprit (1996)
La congrégation des Sœurs de Jésus au Temple exploitait depuis 1952 la clinique située au 21 rue du Restic, dans le quartier de Lambézellec à Brest, en Bretagne. Dans les années 1990, celle-ci la dernière clinique de la région exploitée par des religieuses. La congrégation souhaite s'en séparer.
En 1995, elle vend une partie de son terrain pour la construction de la clinique du Grand-Large. Une passerelle relie les deux établissements afin de mutualiser les équipements de radiologie. Une fusion est envisagée mais n'aboutit pas.
Des négociations commerciales sont alors engagées avec la société exploitante de la clinique Pasteur-Saint-Esprit, également située à Brest. Une promesse de vente est signée le 10 mai 1996. Un groupe de 12 médecins de la clinique s'oppose à la cession, mais leur recours est rejeté par le tribunal en juillet 1996. Les douze dernières religieuses de la congrégation des Sœurs de Jésus au Temple quittent les lieux en août 1996.
Sur le plan juridique, la SA Pasteur-Saint-Esprit rachète les actions de la SA Lanroze détenues par la congrégation des soeurs de Jésus au Temple, via une société holding nommée Sofipas (société financière Pasteur). La SA Pasteur-Saint-Esprit et la SA Lanroze ne sont pas fusionnées : les deux entités restent juridiquement autonomes et maintiennent donc leur capacité d'accueil. Sur le plan financier, le prix de cession des actions de la SA Lanroze est de 8 millions de francs. Le montage financier inclut l'intervention de la société Brest Restauration, prestataire de services hôteliers de la clinique Pasteur, et qui détient 20 % des actions de la SA Pasteur-Saint-Esprit. Le rachat n'inclut pas le foncier ni les bâtiments, qui restent propriété de la congrégation.
La stratégie annoncée par le repreneur a pour objectif de « redynamiser la clinique de Lanroze ». Le PDG des cliniques Pasteur-Saint-Esprit, Didier Chivard, devient également PDG de la clinique de Lanroze. Il annonce l'engagement de travaux de rénovation du secteur hôtellerie pour un montant de 5 millions de francs. La clinique de Lanroze a un chiffre d'affaires annuel de 100 millions de francs. Les 122 salariés à temps plein sont repris par la nouvelle direction ; 12 d'entre eux sont jugés excédentaires. Une fusion avec l'établissement de Pasteur-Saint-Esprit est exclue par la nouvelle direction. L'hypothèse d'un regroupement avec la clinique du Grand Large, voisine de la clinique Lanroze, est évoquée mais reste sans suite.

### Vente aux Cliniques Privées Associées (2002)
Au début des années 2000, la société gestionnaire de la clinique de Lanroze, comme d'autres établissements de soins privés de la région, est en difficulté financière. Cumulé avec son autre établissement, la clinique Pasteur, le résultat d'exploitation fait apparaître un déficit de 910 000 euros pour l'année 2000, sur un chiffre d'affaires de 21,34 millions d'euros.
L'entreprise échoue à réaliser une augmentation de capital auprès des médecins en 2000, puis tente sans succès de faire entrer une prise de participation majoritaire d'un grand groupe national début 2001. Elle entre alors en négociation avec la société des Cliniques Privées Associées (CPA), qui exploite des cliniques privées à Rennes et Saint-Malo.
Le plan de reprise est signé en janvier 2002. La stratégie des Cliniques Privées Associées pour rétablir la situation financière des établissements Pasteur et Lanroze passe par un projet médical global pour les deux sites. Elle vise notamment à revoir la répartition des services pour accroître la spécialisation de chaque clinique, et à réduire la masse salariale.

### Redressement judiciaire (2003)
L'année 2002 reste déficitaire : la clinique de Lanroze enregistre un résultat d'exploitation négatif de 500 000 € ; la clinique Pasteur est dans la même situation. Le conseil d'administration des Cliniques Privées Associées déclare les deux établissements en cessation de paiement le 4 janvier 2003. La clinique de Lanroze compte alors 73 lits et 110 salariés. La direction attribue les difficultés à un « manque de consensus social fort » dans l'entreprise, qu'elle reconnaît avoir sous-estimés au moment de sa reprise.
Les deux cliniques sont placées en redressement judiciaire par le tribunal de commerce. Les Cliniques Privées Associées poursuivent leur stratégie de spécialisation de chacune des deux cliniques brestoises : la clinique de Lanroze regroupe ainsi les services d'orthopédie, avec pour objectif de traiter 2 500 patients par an.
Fin 2003, un nouveau contrat d'exercice pour les médecins et un accord salarial sur les rémunérations sont mis en place. La clinique de Lanroze n'a procédé qu'à cinq licenciements, mais ne compte plus que 90 salariés. Son chiffre d'affaires est de 6 millions d'euros, et elle a encore des dettes de 2,1 millions d'euros. Le plan de continuation est validé par le tribunal de commerce le 23 décembre 2003.

### Fermeture (2008)
Les Cliniques Privées Associées décident en décembre 2007 de fusionner la clinique de Lanroze avec la clinique Pasteur, sur le site de cette dernière. Ce rapprochement a pour objectif de réduire les coûts en rationalisant les moyens. La concentration sur un seul site est permise par l'optimisation des temps d'hospitalisation : la durée de séjour des patients est raccourcie, voire supprimée en développant la médecine ambulatoire, ce qiu permet d'augmenter l'activité.
Des travaux sont réalisés sur le site de la clinique Pasteur pour accueillir l'activité chirurgicale d'orthopédie et d'ophtalmologie de la clinique de Lanroze, qui est transférée en avril 2008. Dans les mois qui suivent, les services administratifs et les consultations d'orthopédie sont également installées à la clinique Pasteur. Les Cliniques Privées Associées louent des locaux supplémentaires à proximité de la clinique Pasteur pour y installer le service d'hospitalisation à domicile de la clinique de Lanroze. Le personnel, dont cinq chirurgiens orthopédistes, cinq ophtalmologistes, quatre anesthésistes, et cinq kinésithérapeutes, est entièrement absorbé par l'établissement,.
Cette fusion participe de la concentration de l'offre de soins privées à Brest. Les deux autres établissements privés de la ville, les cliniques du Grand Large et de Kéraudren, propriétés de la holding Sogesta, sont alors en vente. Les Cliniques Privées Associées ont tenté sans succès de s'en porter acquéreur, ce qui aurait achevé le mouvement de consolidation entre les mains d'un acteur unique.
Après la fermeture de la clinique de Lanroze, le bâtiment est temporairement loué par le Foyer de Kerlivet à l'occasion de travaux dans ses propres locaux, jusqu'en janvier 2010. La congrégation des Soeurs de Jésus au Temple vend ensuite le site à un promoteur privé. Le projet est retardé par l'annulation du Plan local d'urbanisme de Brest Métropole en 2013. Le bâtiment reste inoccupé pendant plusieurs années et souffre de dégradations. Il est démoli au début de l'année 2019 pour laisser place au projet de logements privés Le Restic.